# Sekenenre
Sekenenre eller Tao II var en fornegyptisk farao i den sjuttonde dynastin under Andra mellantiden. Hans regeringstid är inte exakt känd med den var kring 1570 f.Kr.
Sekenenre påbörjade kampen mot Hyksos, men dog själv i strid. Han efterträddes av sin son Kamose som fortsatte kampen att driva ut Hyksos från Egypten. Sekenenre begravdes sannolikt i Dra Abu el-Naga, men hans mumie hittades slutligen i TT320 nära Deir el-Bahri utanför Luxor.